# Archibald Joseph Cronin

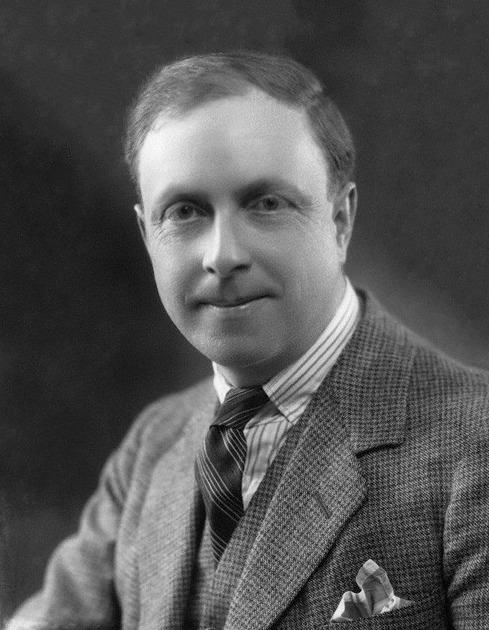
A. J. Cronin (1931)

Archibald Joseph Cronin (* 19. Juli 1896 in Cardross, Schottland; † 6. Januar 1981 in Glion, Schweiz) war ein schottischer Arzt und Schriftsteller. Einige seiner Romane wurden Welterfolge. Spannendes Geschehen, lebensnahe Charaktere und ausgeprägte Sozialkritik kennzeichnen sein Erzählen. In seiner Autobiographie Abenteuer in zwei Welten bekennt er sich zudem unmissverständlich zum christlichen Glauben. Cronin steht in der Tradition des Bildungsromans und bedient sich der Techniken des viktorianischen Romanrealismus.

## Leben
Archibald Joseph Cronin wurde als einziges Kind von Patrick Cronin und dessen Ehefrau Jessie Montgomerie geboren. Später besuchte er die Dumbarton Academy und gewann mehrere Schreibwettbewerbe. Für seine hervorragenden Leistungen wurde ihm ein Stipendium der Medizin an der Universität Glasgow gewährt. Dort lernte er auch seine spätere Ehefrau, Agnes Mary Gibson, kennen, die – wie er – Medizin studierte.
Cronin arbeitete zunächst in verschiedenen Krankenhäusern, als Schiffsarzt und während des Ersten Weltkriegs als Chirurg in Diensten der britischen Armee. Nach dem Krieg praktizierte er in einem Bergwerksdistrikt in Südwales. Erfahrungen aus dieser Tätigkeit flossen später in seine Romane The Stars Look Down (1935) und The Citadel (1937) ein. Später zog er nach London und führte eine gut gehende Praxis in der Harley Street. Cronin haderte jedoch mit seinen profanen, auf Gewinn und Eigennutz gerichteten Begierden, wie er in seiner Autobiographie darlegt. Während eines Urlaubsaufenthalts im schottischen Hochland verfasste er seinen ersten Roman, Hatter’s Castle (1930), der auf Anhieb ein Erfolg wurde.
In den 30er Jahren übersiedelte Cronin mit seiner Ehefrau und seinen drei Söhnen in die USA und ließ sich in New Canaan, Connecticut, nieder. In späteren Jahren kehrte er wieder nach Europa zurück und lebte in den letzten 25 Jahren in der Schweiz.
A.J. Cronin starb im Alter von 84 Jahren und wurde in La Tour-de-Peilz bestattet, wo sein Grab noch immer besteht.
Sein Sohn Vincent Cronin hat ebenfalls Bücher publiziert, vor allem Biografien und Werke zur Geschichte Frankreichs.

## Künstlerisches Schaffen
Cronin wurde vor allem bekannt durch The Stars Look Down (1935), einen Bergarbeiterroman mit scharfen Angriffen gegen den Eigennutz der Grubenbesitzer.

## Werke (in Auswahl)

### Erzählungen, Romane
- Hatter’s Castle, 1930 (dt. Der Tyrann; auch James Brodie, der Hutmacher und sein Schloss)
- Three Loves, 1932 (dt. Lucy Moore; auch Drei Lieben)
- Grand Canary, 1933 (dt. Das Haus der Schwäne)
- The Stars Look Down, 1935 (dt. Die Sterne blicken herab)
- The Citadel, 1937 (dt. Die Zitadelle)
- Lady with Carnations, 1939 
  - deutsch: Die Dame mit den Nelken, übersetzt von Martin Beheim-Schwarzbach, Zsolnay, Hamburg 1949
- Vigil in the Night, 1940 (dt. Die Schicksalsnacht)
- The Keys of the Kingdom, 1942 (dt. Die Schlüssel zum Königreich)
- The Green Years, 1944 (dt. Die grünen Jahre)
- The Adventures of a Black Bag, 1946 (dt. Der neue Assistent)
- Shannon’s Way, 1948 (dt. Dr. Shannon’s Weg)
- The Spanish Gardener, 1950 (dt. Der spanische Gärtner)
- Kaleidoscope in „K“, 1950 (dt. Kaleidoskop in „K“)
- Beyond This Place, 1953 (dt. Hinter diesen Mauern)
- Crusaders’s Tomb, 1956 (dt. Später Sieg)
- The Valorous Years, 1958 (dt. Die Bewährung)
- The Northern Light, 1958 (dt. Das Licht)
- The Innkeeper’s Wife, 1958 (dt. Weihnachtsgeschichte; auch Die Frau des Wirts)
- The Native Doctor; auch An Apple in Eden, 1959 (dt. Doktor Murrays Auftrag)
- The Judas Tree, 1961 (dt. Der Judasbaum)
- A Song of Sixpence, 1964 (dt. Geh auf den Markt; auch Bunter Vogel Sehnsucht)
- A Pocketful of Rye, 1969 (dt. Kinderarzt Dr. Carroll)
- Enchanted Snow, 1971 (dt. Ein Professor aus Heidelberg)
- Desmonde, 1975; auch The Minstrel Boy, 1975 (dt. Die Frauen meines Freundes)
- Gracie Lindsay, 1978 (dt. Damals im Hochland)
- Doctor Finlay of Tannochbrae, 1978 (dt. Ein Held im Schatten)

### Theaterstücke
- Jupiter Laughs, 1940

### Autobiografie
- Adventures in Two Worlds. 1952.
  - deutsch: Abenteuer in zwei Welten. Mein Leben als Arzt und Schriftsteller. Übertragen aus dem Englischen von Alexandra Brun. Ungekürzte Sonderausgabe. Eduard Kaiser, [Klagenfurt] [1964], DNB 450847217 (Lizenz des Scherz Verlages, Bern).

### Verfilmungen
- 1934: Once to Every Woman – Regie: Lambert Hillyer, mit Ralph Bellamy, Walter Connolly, Fay Wray, Walter Byron u. a.
- 1934: Grand Canary – Regie: Irving Cummings, mit Warner Baxter, Madge Evans, Marjorie Rambeau u. a.
- 1938: Die Zitadelle (The Citadel) – Regie: King Vidor, mit Robert Donat, Rosalind Russell, Ralph Richardson, Rex Harrison, u. a.
- 1940: Vigil in the Night – Regie: George Stevens, mit Carole Lombard, Brian Aherne, Anne Shirley, Julien Mitchell, Peter Cushing u. a.
- 1940: Die Sterne blicken herab (The Stars Look Down) – Regie: Carol Reed, mit Michael Redgrave, Margaret Lockwood, Emlyn Williams, Nancy Price u. a.
- 1941: Shining Victory – Regie: Irving Rapper, mit James Stephenson, Geraldine Fitzgerald, Donald Crisp, Barbara O’Neil u. a.
- 1942: Der Hutmacher und sein Schloß (Hatter’s Castle) – Regie: Lance Comfort, mit Robert Newton, Deborah Kerr, James Mason, Emlyn Williams u. a.
- 1944: Schlüssel zum Himmelreich (The Keys of the Kingdom) – Regie: John M. Stahl, mit Gregory Peck, Thomas Mitchell, Vincent Price u. a.
- 1946: Das Vermächtnis (The Green Years) – Regie: Victor Saville, mit Charles Coburn, Tom Drake, Beverly Tyler, Hume Cronyn u. a.
- 1955: Ich suche Dich [nach dem Bühnenstück Jupiter lacht] – Regie: O. W. Fischer, mit O. W. Fischer, Anouk Aimée, Nadja Tiller, Otto Brüggemann, Paul Bildt u. a.
- 1956: Der spanische Gärtner (The Spanish Gardener) – Regie: Philip Leacock, mit Dirk Bogarde, Jon Whiteley, Michael Hordern u. a.
- 1959: Hinter diesen Mauern (Beyond This Place) – Regie: Jack Cardiff, mit Van Johnson, Vera Miles, Emlyn Williams, Bernard Lee u. a.
- 1971: Tere Mere Sapne – Regie: Vijay Anand, mit Dev Anand, Mumtaz, Mahesh Kaul, Vijay Anand u. a.
- 1975: Mausam – Regie: Gulzar, mit Sharmila Tagore, Sanjeev Kumar, Om Shivpuri u. a.

### Hörspiele
- 1957: Hinter diesen Mauern; Produzent: WDR, Bearbeitung: Jürgen Gütt, Regie: Eduard Hermann.

Sprecher:
- Hans Clarin: Paul Burgess, alias Paul Mathry
- Trudik Daniel: Mrs. Burgess, seine Mutter
- Hans Hinrich: Pastor Fleming
- Bum Krüger: Albert Prusty, Händler
- Helmut Peine: James Swann, Ex-Detektiv
- Arthur Mentz: Aloys Dunn, Besitzer einer Zeitung
- Elfriede Rückert: Louisa Burt, Dienstmädchen
- Wolfgang Schirlitz: Enoch Oswald
- Heinz von Cleve: Sir Matthew Sprott, Staatsanwalt
- Kurt Faber: Polizist
- Werner Hessenland: Mr. Dale, Polizeidirektor
- Harald Meister: Mark
- Wilhelm Wahl: Richter

Erstsendung: 30. Juli 1957 | 76:10 Minuten